# Orthophytum harleyi
Orthophytum harleyi är en gräsväxtart som beskrevs av Elton Martinez Carvalho Leme och M.Machado. Orthophytum harleyi ingår i släktet Orthophytum och familjen Bromeliaceae. Inga underarter finns listade i Catalogue of Life.

## Bildgalleri

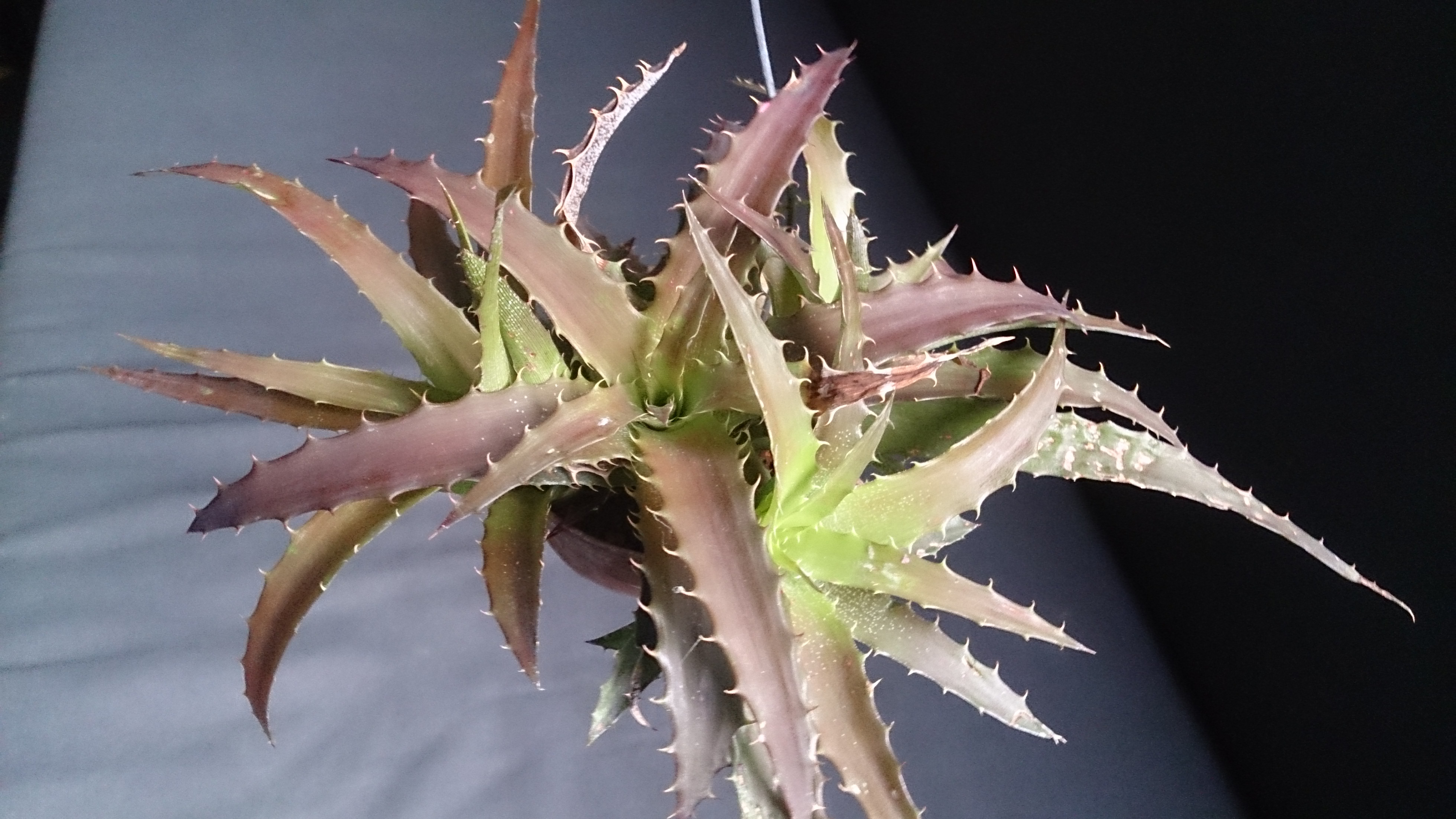